# Lorenzo Folch de Cardona
Lorenzo Folch de Cardona (Madrid, 1673 - id. 17 de diciembre de 1731) fue un erudito y hombre de estado español al servicio de Carlos II y Felipe V, miembro del Tribunal de la Suprema Inquisición, del Consejo de Castilla y de la Real Academia Española.

## Biografía
Perteneciente a la noble familia de los Folch de Cardona, era hijo de Francisco Folch de Cardona, V marqués de Guadalest y almirante de Aragón, y de Andrea Pacheco Barba, II marquesa de Castrofuerte. En 1708 se casó con María de la Concepción Pérez de la Puente, hija de Antonio Pérez de la Puente, del consejo de hacienda, y de Luisa Portocarrero, condesa de Medellín; tuvieron dos hijos: Luisa y Francisco Antonio.
Estudió leyes y cánones en la universidad de Salamanca, siendo designado a los 18 años canónigo y arcediano de la iglesia de esta ciudad. En 1699 obtuvo beca en el Colegio Mayor de San Ildefonso de Alcalá de Henares, de donde salió para ocupar plaza como alcalde de hijosdalgo de la Real Chancillería de Valladolid y posteriormente alcalde de Casa y Corte, en cuyas funciones intervino en el proceso contra el Duque de Riperdá.
Con la intermediación del inquisidor general Diego Sarmiento Valladares, fue nombrado fiscal de la Inquisición de Córdoba, para pasar después a formar parte del consejo inquisitorial de Granada. Ocupó plaza de canónigo de la iglesia de Sevilla por la intermediación de su pariente Jaime de Palafox y Cardona, arzobispo de Sevilla.
Posteriormente marchó a Madrid, donde el nuevo inquisidor Juan Tomás de Rocabertí le hizo del consejo de la suprema inquisición. También formó parte del Consejo de Guerra y del Consejo de Castilla. En 1724 obtuvo el sillón F de la Real Academia Española en sustitución del fallecido Bartolomé de Alcázar, colaborando en las primeras ediciones del Diccionario de autoridades.
| Predecesor: Bartolomé de Alcázar | Sillón F de la Real Academia Española 1724 - 1731 | Sucesor: Carlos de la Reguera |